# Fernando Rodríguez Rivero
Fernando Rodríguez Rivero (Gijón, 28 de noviembre de 1974) es un deportista español que compite en el deporte de vela. Navega bajo la grímpola del Real Club Astur de Regatas. 

## Vela ligera
Fernando R. Rivero comenzó a navegar a los siete años en Gijón, en diferentes clases de vela ligera. Primero fue en la clase Optimist, y posteriormente en Vaurien, Snipe y Laser, clase en la que fue subcampeón de España juvenil.

### Clase Star
En 2007 ganó el campeonato de España formando equipo con José María van der Ploeg, y la medalla de oro en el Campeonato Abierto Europeo de Clases Olímpicas de Vela de 2011, con Fernando Echávarri, en la clase Star.
Junto con Fernando Echávarri formó parte del Equipo Olímpico Español de Vela, en la clase Star, durante la XXX Olimpiada, pero finalmente España no consiguió clasificarse para los Juegos Olímpicos de Londres 2012.

## Vela de crucero
En vela de crucero ha navegado en la clase IMS 670, en el equipo "Turismo Madrid", patroneado por José María van der Ploeg, donde ejerció de jefe de tripulación y encargado del barco y con el que fue tercero en el campeonato de España de 2006 y campeón de España de 2007, así como subcampeón del mundo tanto en 2006 como en 2007.
En la clase ORC 670 navegó en el yate "X37" del Team Telefónica, patroneado por Pedro Campos Calvo-Sotelo, que ganó el campeonato del mundo en 2008 y 2009.
En la clase GP42 navegó en el yate "Madrid", patroneado por José María van der Ploeg, como navegante a cargo de la electrónica y la informática del barco.
Formó parte de la tripulación del "Movistar", siendo Subcampeones de Europa de ORC B en 2014 y proclamándose campeones del mundo de la clase ORC B.
Desde 2014 forma parte del Maxi72 Robertissima con el que fueron segundos en el Campeonato del Mundo de Maxi72 del 2015 disputado en Porto Cervo(Cerdeña)